# 余鎬民
余鎬民（韓語：여호민，1978年5月29日—），韓國男演員。2003年SBS第10期公開選拔演員。

## 演出作品

### 電視劇
- 2004年：SBS《峇里島的日子》飾演 在民的朋友
- 2004年：SBS《陽光照射》
- 2004年：SBS《走向暴風》
- 2004年：KBS《海神》
- 2006年：MBC《朱蒙》飾演 烏伊
- 2007年：MBC《空港城市》
- 2008年：SBS《On Air》飾演 洪成奎
- 2008年：MBC《綜合醫院2》飾演 閔太赫
- 2009年：SBS《吞噬太陽》飾演 張世道
- 2009年：KBS《IRIS》飾演 恐怖分子成員
- 2009年：MBC《同伊》飾演 吳浩陽
- 2011年：SBS《Midas》飾演 玄振宇
- 2011年：MBC《光與影》
- 2012年：MBC《武神》飾演 趙叔昌
- 2012年：KBS《新娘面具》飾演 油志石田
- 2013年：MBC《龜巖許浚》飾演 千良太
- 2013年：SBS《聽見你的聲音》飾演 雲勝
- 2014年：KBS《感激時代：鬪神的誕生》飾演 馬唐家
- 2014年：MBC《Triangle》飾演 孔秀昌
- 2014年：KBS《Healer》飾演 車警官
- 2016年：MBC《獄中花》飾演 東昌

### 電影
- 1998年：《生死諜變》
- 2008年：《美人圖》
- 2009年：《海雲臺》
- 2011年：《完美遊戲》
- 2012年：《悖論循環》
- 2015年：《Veteran》

### MV
- 2007年：李貞賢《Love Me》